# Carol Alt
Carol Ann Alt (ur. 1 grudnia 1960 na Long Island) – amerykańska supermodelka i aktorka filmowa oraz telewizyjna pochodzenia niemieckiego, belgijskiego i irlandzkiego.

## Życiorys

### Wczesne lata
Urodziła się na Long Island w Nowym Jorku jako czwarte z pięciorga dzieci modelki/pracowniczki linii lotniczej Muriel Alt (z domu Burmester) i dyrektora nowojorskiej straży pożarnej Anthony’ego Alta. Dorastała z siostrą Christine w East Williston w Nowym Jorku.

### Kariera
W 1978 roku, mając 18 lat została odkryta w restauracji na pierwszym roku studiów w Hofstra University w Hempstead. Podjęła pracę modelki na Manhattanie, początkowo dla nowojorskiego oddziału agencji Elite. W 1983 Carol podpisała kontrakt z nowojorską agencją modelek Ford i dzięki temu trafiła do Mediolanu.
W latach 80. należała do najbardziej znanych modelek. Na początku swojej kariery była znana jako „Twarz” i „Najpiękniejsza kobieta na świecie”, uznana przez magazyn „Life” i „Playboy”. Związana była z domami mody Christian Dior oraz Valentino. Brała udział w wielu kampaniach reklamowych, m.in.: Coty, Cover Girl, Gandini Tessuti, General Motors, Hanes, Lancôme oraz Pepsi. Jej twarz ozdabiała okładki międzynarodowych wydań magazynów mody: „Vogue” (edycje: amerykańska, niemiecka, włoska, francuska, brytyjska), „Madame Figaro”, „Cosmopolitan” i „Harper’s Bazaar”. Aż jedenaście razy jej twarz zdobiła okładki amerykańskiego wydania magazynu mody „Mademoiselle”.
W 1983 wystąpiła jako modelka agencji Elite w filmie Portfolio z Pauliną Porizkovą, Kelly Lynch i Terry Farrell. Potem zagrała Margheritę we włoskiej komedii Montenapoleone (Via Montenapoleone (1987) u boku Fabrizio Bentivoglio, Luca Barbareschiego i Marisy Berenson. Po występach w produkcjach europejskich, została zaangażowana do gry w filmach produkowanych w Stanach Zjednoczonych, w tym w filmie dokumentalnym The Look (1985), przygodowym Grom w raju (Thunder in Paradise, 1993) w roli Kelly LaRue z Hulkiem Hoganem, komedii Części intymne (Private Parts, 1996), komedii romantycznej Woody’ego Allena Zakochani w Rzymie (To Rome With Love, 2012). W 1985 pojawiła się także na scenie w Los Angeles w spektaklu Słodka Charity.

### Życie osobiste
W 1982 roku spotykała się z aktorem i piosenkarzem Rexem Smithem. W marcu 1982 poznała kanadyjskiego hokeistę Rona Greschnera, za którego wyszła za mąż 21 listopada 1983. Rozwiedli się w 1996 roku. Romansowała z aktorem Warrenem Beatty (1990). W latach 1990–94 była związana z brazylijskim kierowcą wyścigowym Ayrtonem Senną. W 2002 roku związała się z rosyjskim hokeistą Aleksiejem Jaszynem.

## Filmografia

### Filmy fabularne
- 1983: Portfolio jako modelka agencji Elite
- 1985: The Look (dokumentalny) w roli samej siebie
- 1986: Montenapoleone (Via Montenapoleone) jako Margherita
- 1987: Moje pierwsze 40 lat (I Miei primi quarant'anni) jako Marina
- 1988: Treno di panna jako Marsha Mellows
- 1988: Bye Bye Baby jako Sandra
- 1989: Mortacci jako Alma Rossetti
- 1989: La piu bella del reame jako Marina Ripa di Meana
- 1991: Miliardi jako Betta
- 1991: Diablica (Un Piede in paradiso) jako Veronica Flame
- 1992: Miś zwany Arturem (Un Orso chiamato Arturo) jako Alice
- 1992: Prawo pustyni (Beyond Justice) jako Christine Sanders
- 1993: Anni 90 – Parte II jako Barbara/Sally
- 1993: Grom w raju (Thunder in Paradise, wideo) jako Kate LaRue
- 1994: Ring of Steel jako Tanya
- 1994: Grom w raju 2 (Thunder in Paradise II) jako Kelly LaRue
- 1995: Deadly Past jako Saundra
- 1995: Grom w raju 3 (Thunder in Paradise 3) jako Kelly LaRue
- 1997: Obrońca (The Protector) jako agent Monica McBride
- 1997: Crackerjack 2 jako Dana Townsend
- 1997: Części intymne (Private Parts) jako Gloria
- 1998: Storm Trooper (wideo) jako Grace
- 1999: Objawienie (Revelation) jako Cindy Bolton
- 1999: Walking After Midnight w roli samej siebie
- 2000: Camera (dokumentalny) w roli samej siebie
- 2001: Intimate Portrait: Cheryl Tiegs (dokumentalny) w roli samej siebie
- 2001: Carré Otis: The E! True Hollywood Story (dokumentalny) w roli samej siebie
- 2001: My Best Friend's Wife jako Judy
- 2002: Caged w roli samej siebie
- 2002: Hitters jako Marie
- 2003: The Look jako Edy LaFontaine
- 2004: Retrosexual: The 80's (dokumentalny) w roli samej siebie
- 2004: The Signs of the Cross jako Linda
- 2006: A Merry Little Christmas jako Irene Manning
- 2007: Twisted Fortune jako Sadie
- 2007: Mattie Fresno and the Holoflux Universe jako Phoebe Lynn
- 2008: The Man Who Came Back jako Angelique Paxton
- 2012: Zakochani w Rzymie (To Rome With Love) jako Carol
- 2015: Stealing Chanel jako Evi

### Filmy TV
- 1987: Il Vizio nel ventre jako Rosa
- 1991: Zemsta panny młodej (Vendetta: Secrets of a Mafia Bride) jako Nancy
- 1992: Due vite, un destino jako Lidia
- 1992: Misja miłości (Missione d'amore) jako Stella
- 1993: Vendetta II: The New Mafia jako Nancy Pertinace
- 1996: Il Grande fuoco jako Anna Capilupi
- 1998: Śmiertelna gra (Catch Me If You Can) jako Trish Gannon
- 2004: Postrach z jeziora (Snakehead Terror) jako Lori Dale
- 2005: Plaga (Swarmed) jako Cristina Brown
- 2006: Fatal Trust jako Jessica
- 2007: Piper jako Marchesa Cafiero

### Seriale TV
- 1987: Rycerze Hiuston (Houston Knights)
- 1987: Capitol jako Carol Greshner
- 1990: B.L. Stryker jako Tiger
- 1991: Prawo pustyni (Il Principe del deserto) jako Catherine Saunders
- 1994: Grom w raju (Thunder in Paradise) jako Kelly LaRue
- 1995: Nocny patrol (Baywatch Nights) jako Cassidy
- 1996: Skrzydła (Wings) jako Tracy Hayes
- 1998: Pensando all'Africa jako Monica Marini
- 1998: Bobby kontra wapniaki jako Marci (głos)
- 1999: Diagnoza morderstwo jako GBS Exec Tanya Simone
- 1999-2000: Rozbitkowie (Amazon) jako Karen Oldham
- 2007: Caterina e le sue figlie jako Ines
- 2009: Piper – La serie jako Eleonora Cafiero